# Aarea (rivier)
De Aarea, Zweeds Aareajoki, is een rivier in het noorden van Zweden en stroomt door de gemeenten Kiruna en Pajala. De rivier ontspringt aan de zuidkant van een naamloos meer. De rivier stroomt naar het zuidoosten en stroomt gedurende bijna 40 kilometer door onbewoond gebied. De Aarea moet om de Aareaberg heen, een heuvel in de omgeving, dus stroomt niet direct de Muonio in, maar eerst naar de Kaunisrivier. Het is daarvan de grootste zijrivier. Eigen zijrivieren zijn de Sivakkarivier en Mellarivier. De Aarea  hoort bij het stroomgebied van de Torne älv.
Afwatering: Aarea → Kaunisrivier → Muonio → Torne älv → Botnische Golf